# كريستوفر بولسين
كريستوفر بولسين (بالدنماركية: Christopher Poulsen)‏ (11 سبتمبر 1981 في الدنمارك - ) هو لاعب كرة قدم دانمركي في مركز الدفاع. شارك مع منتخب الدنمارك تحت 21 سنة لكرة القدم ومنتخب الدنمارك لكرة القدم. أما مع النوادي، فقد لعب مع نادي سيلكيبورج ونادي فيبورج ونادي ميتييلاند.

## وصلات خارجية
- كريستوفر بولسين على موقع الاتحاد الدولي (مؤرشف)  (الإنجليزية)
- كريستوفر بولسين على موقع قاعدة بيانات كرة القدم.إي يو (الإنجليزية)
- كريستوفر بولسين على موقع ناشيونال فوتبول تيمز (الإنجليزية)